# Fred Gunnarsson
Fred Lennart Gunnarsson, född 10 mars 1939 i Bygdsiljum i Västerbottens län, död 25 maj 1979 i Stockholm, var en svensk skådespelare.

## Biografi
Fred Gunnarsson studerade först på Gösta Terserus teaterskola innan han år 1959 blev antagen vid Malmö stadsteaters elevskola och i samma årskull som Owe Stefansson, Niels Dybeck, Lars Passgård, Axelle Axell, Marianne Wesén, Marianne Hedengrahn och Christina Stockenberg. Efter avslutad elevskola anställdes han som skådespelare vid Malmö stadsteater. 
Han startade Proteatern år 1967 tillsammans med Fred Hjelm, men år 1971 knöts Gunnarsson till Stockholms stadsteater. 
Han omkom i en drunkningsolycka i Stockholms skärgård. Gunnarsson är begravd på Bygdsiljums kyrkogård.

## Filmografi
- 1967 – Kärlek 1-1000
- 1967 – Kullamannen (TV-serie)
- 1968 – Exercis
- 1972–1974 – Bröderna Malm (TV-serie)
- 1975 – Släpp fångarne loss – det är vår!
- 1976 – Det löser sig
- 1976 – Hallo Baby
- 1977 – Elvis! Elvis!
- 1978 – Lyftet
- 1978 – Restauranten
- 1978 – Bomsalva
- 1979 – Stortjuven
- 1979 – Godnatt, jord (TV-serie)
- 1979 – Den nya människan
- 1980 – Sinkadus (TV-serie)

## Teater

### Roller
| År   | Roll                  | Produktion                                                           | Regi           | Teater                 |
| ---- | --------------------- | -------------------------------------------------------------------- | -------------- | ---------------------- |
| 1963 |                       | Muren (The Wall) Millard Lampell                                     | Lennart Olsson | Malmö stadsteater      |
| 1963 |                       | Dummerjöns Willy Keidser och Tylle Herlin                            | Jan Lewin      | Malmö stadsteater      |
| 1965 |                       | Lyckliga draken Gabriel Cousin                                       | Josef Halfen   | Malmö stadsteater      |
| 1966 |                       | Söndagshustrun Ted Willis                                            | Åke Engfeldt   | Malmö stadsteater      |
| 1967 |                       | Klas Klättermus Thorbjørn Egner                                      | Per Siwe       | Malmö stadsteater      |
| 1967 |                       | Å, vilken härlig fred! Hans Alfredson och Tage Danielsson            | Jan Lewin      | Malmö stadsteater      |
| 1972 | Göthe                 | Tillståndet Kent Andersson och Bengt Bratt                           | Fred Hjelm     | Stockholms stadsteater |
| 1973 | Back, Håkan Johansson | IK Kamraterna Sigvard Olsson och Fred Hjelm                          | Fred Hjelm     | Stockholms stadsteater |
| 1974 | Harriets första man   | Jösses flickor, befrielsen är nära Suzanne Osten och Margareta Garpe | Suzanne Osten  | Stockholms stadsteater |
| 1975 | Prästen               | Peer Gynt, del II Henrik Ibsen                                       | Fred Hjelm     | Stockholms stadsteater |
| 1977 | Korpral Karl Mengke   | Slaget vid Lobositz Peter Hacks                                      | Friedo Solter  | Stockholms stadsteater |
| 1978 | Hans Johansson        | SK 911 till Acapulco Christer Kihlman och Frej Lindqvist             | Frej Lindqvist | Stockholms stadsteater |
| 1979 | John Merrick          | Elefantmannen Bernard Pomerance                                      | Jurij Lederman | Stockholms stadsteater |

## Radioteater

### Roller
| År   | Roll                | Produktion                              | Regi           |
| ---- | ------------------- | --------------------------------------- | -------------- |
| 1965 | Grannpojken Kenneth | Den försvunne disponenten Folke Mellvig | Lennart Olsson |

### Fotnoter
1. ↑  ”Fred Gunnarsson”. Svensk filmdatabas. http://www.sfi.se/sv/svensk-filmdatabas/Item/?type=PERSON&itemid=67509. Läst 23 juli 2012.
2. ↑  Dagens Nyheter 25 juli 1967 sid.7 och 29 maj 1979 sid.36
3. ↑  ”Radioprogrammet”. Dagens Nyheter:  s. 39. 22 maj 1965. https://arkivet.dn.se/tidning/1965-05-22/137/39. Läst 19 december 2021.